# 查島鸚鵡
，又名佛氏黃額長尾鸚鵡，是查塔姆群島內特有的一種稀有鸚鵡。

## 分佈及棲息地
查島鸚鵡棲息在查塔姆群島及匹特島的矮樹林。由於獵殺、家貓的入侵及失去棲息地，牠們的數量於1938年在芒格爾只餘下100隻。雖然後來芒格爾進行植林計劃而令牠們的數量有所回升，但卻都仍只限於生活在芒格爾之內。

## 食性
查島鸚鵡主要吃無脊椎動物，但也會吃花朵、種子及葉子。

## 外部連結
- (PDF). Department of Conservation, Wellington, New Zealand. 2001  [2007-10-04]. （原始内容 (PDF)存档于2008-10-17）.